# Nami Hayakawa
Nami Hayakawa (早川 浪, Hayakawa Nami, born October 6, 1984 in Jeonju, South Korea) és una arquera japonesa d'origen sud-coreà. El 2007 fou la campiona mundial en pista coberta de la seva especialitat, en els campionats celebrats a Esmirna, Turquia.

## Vida personal
La Nami té una germana petita, Ren Hayakawa, que també és arquera olímpica i va competir als Jocs Olímpics d'estiu de 2012.

## Jocs Olímpics d'estiu de 2008
Als Jocs Olímpics d'estiu de 2008 a Pequín, Hayakawa va acabar la seva ronda de rànquing amb un total de 649 punts. Això li va donar el 9è cap de sèrie per a l'últim grup de competició en què es va enfrontar a Elena Mousikou a la primera ronda, superant l'arquera de Xipre per 112-103. A la segona ronda va guanyar Jennifer Nichols per 105-103 i finalment va superar Naomi Folkard per 106-97, aconseguint així arribar als quarts de final. Allà va ser eliminada per 112-103 per Park Sung-hyun que finalment guanyaria la medalla de plata. Juntament amb Sayoko Kitabatake i Yuki Hayashi també va participar en la competició per equips. Amb la seva puntuació de 649 de la ronda de rànquing combinada amb els 616 de Kitabatake i Hayashi, l'equip japonès va quedar en setena posició després de la ronda de rànquing. A la primera volta va eliminar la selecció colombiana per 206-199. No obstant això, la Gran Bretanya, segona cap de sèrie, va eliminar l'equip japonès als quarts de final, superant-les per 201-196.